# Ngunut (Bandar)
Ngunut is een bestuurslaag in het regentschap Pacitan van de provincie Oost-Java, Indonesië. Ngunut telt 4893 inwoners (volkstelling 2010).